# Kerkplein 12 (Vollenhove)
Het pand Kerkplein 12 in de Overijsselse stad Vollenhove dateert uit het begin van de 17e eeuw..

## Beschrijving

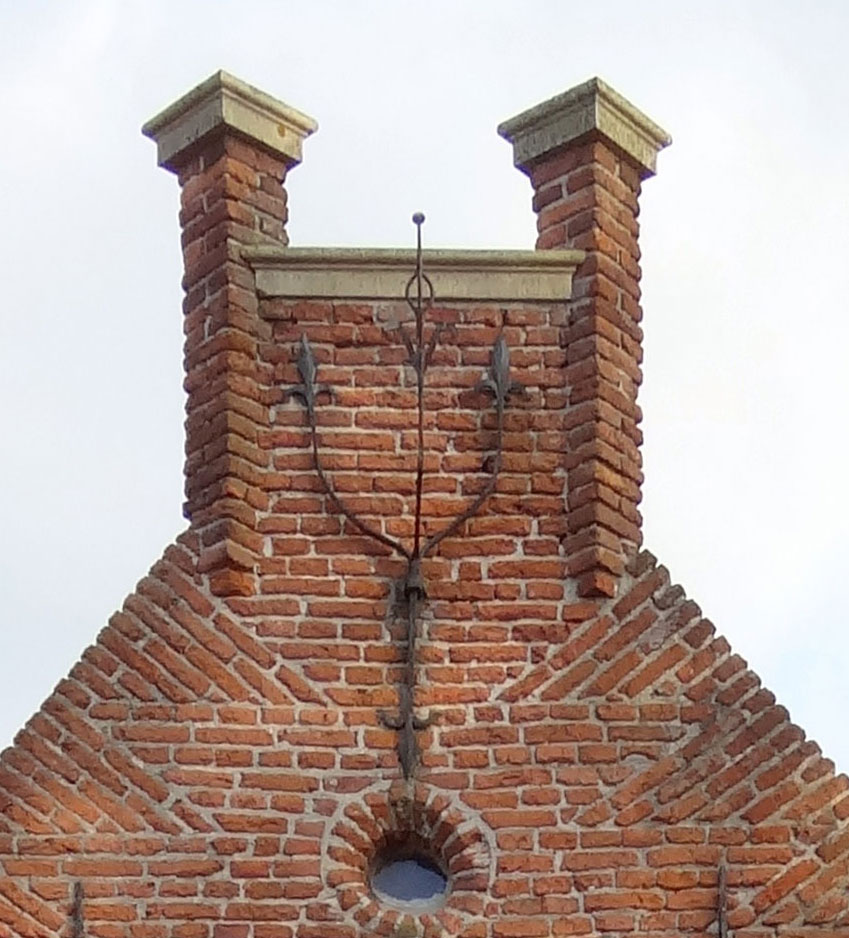
Top van de gevel met twee dwarsgeplaatste pinakels, het ronde venster en het sieranker

Het pand aan het Kerkplein is, aldus Stenvert, het oudste voorbeeld in Vollenhove van een dwarsgebouwd huis van één woonlaag met een schoudergevel. De topgevel was eerder, volgens de Rijksdienst voor het Cultureel Erfgoed, voorzien van een pleisterlaag. De topgevel is voorzien van vier overhoeks geplaatste pinakels, die elk voorzien zijn van een afdekplaat van zandsteen. In de geveltop bevindt zich een tweedelig venster, elk deel is door roeden verdeeld in acht ruitjes. Boven het venster bevindt zich een gemetselde ontlastingsboog met daarboven een rond venster en een sieranker in het bovenste deel van de geveltop. De geveltop heeft een rechte afsluiting die tussen twee pinakels voorzien van een afdekplaat van zandsteen.
De scheiding tussen de geveltop en het onderste gedeelte van de gevel wordt gemarkeerd door een reeks dwarsgeplaatste stenen, waarboven vijf wapens zijn aangebracht, waaronder het wapen van Vollenhove. In het beneden deel van de gevel bevindt zich rechts de ingang en klinks daarvan twee vensters. Ook deze vensters bestaan uit twee delen. De onderste delen zijn door roeden in in twintig ruitjes en de bovenste delen in vijftien ruitjes verdeeld.
Het pand is sinds 1966 erkend als rijksmonument. Het pand heeft een horecabestemming.